# Roge (Vale de Cambra)
Roge ist eine Gemeinde (Freguesia) im portugiesischen Kreis Vale de Cambra. In ihr leben 1540 Einwohner (Stand 19. April 2021).